# Presidenti della Provincia di Caserta
Elenco dei presidenti dell'amministrazione provinciale di Caserta.
A seguito della riforma "Delrio", è eletto ogni 4 anni a suffragio indiretto dai Sindaci e dai Consiglieri dei comuni della Provincia. Sempre al seguito di tale riforma, che determinò anche la soppressione della Giunta, presiede il Consiglio provinciale e l'Assemblea dei sindaci. Il suo mandato è slegato da quello del Consiglio (non si applica il principio simul stabunt vel simul cadent).

## Italia repubblicana (dal 1946)

### Presidenti della Deputazione provinciale (1944-1952)
| Nº  | Nº | Ritratto | Nome                                       | Mandato        | Mandato        | Partito              |
| Nº  | Nº | Ritratto | Nome                                       | Inizio         | Fine           | Partito              |
| --- | -- | -------- | ------------------------------------------ | -------------- | -------------- | -------------------- |
| –   |    |          | Tito Ingarrica (Commissario straordinario) | 1945           | 1945           | –                    |
| –   |    |          | Federico D'Aiuto (Commissario prefettizio) | 1945           | 29 agosto 1946 | –                    |
| 1   |    |          | Clemente Piscitelli                        | 29 agosto 1946 | 2 marzo 1948   | Democrazia Cristiana |
| 2   |    |          | Antonio Marconi                            | 2 marzo 1948   | 10 maggio 1948 | ?                    |
| (1) |    |          | Clemente Piscitelli                        | 10 maggio 1948 | 13 marzo 1950  | Democrazia Cristiana |
| 3   |    |          | Gennaro D'Andria                           | 13 marzo 1950  | 16 giugno 1952 | ?                    |

### Presidenti della Provincia (dal 1952)

#### Eletti dal Consiglio provinciale (1952-1996)
| Nº | Nº             | Ritratto         | Nome                                      | Mandato          | Mandato          | Partito                     |
| Nº | Nº             | Ritratto         | Nome                                      | Inizio           | Fine             | Partito                     |
| -- | -------------- | ---------------- | ----------------------------------------- | ---------------- | ---------------- | --------------------------- |
| 1  |                |                  | Fortunato Messa                           | 1952             | 1954             | Democrazia Cristiana        |
| 2  |                |                  | Mario Sementini                           | 1954             | 1956             | Democrazia Cristiana        |
| 3  |                |                  | Luigi Falco                               | 1956             | 1960             | Democrazia Cristiana        |
| 3  | 1960           | 1964             | Luigi Falco                               |                  |                  | Democrazia Cristiana        |
| 4  |                |                  | Raffaele Cervo                            | 1966             | 1967             | Democrazia Cristiana        |
| 5  |                |                  | Manfredi Bosco                            | 1967             | 1968             | Democrazia Cristiana        |
| 6  |                |                  | Vincenzo De Michele                       | 1968             | 1969             | Democrazia Cristiana        |
| 7  |                |                  | Dante Cappello                            | 1969             | 1970             | Democrazia Cristiana        |
| 7  | 1970           | 1975             | Dante Cappello                            |                  |                  | Democrazia Cristiana        |
| 8  |                |                  | Renato Coppola                            | 1975             | ?                | Democrazia Cristiana        |
| 8  | ?              | ?                | Renato Coppola                            |                  |                  | Democrazia Cristiana        |
| 9  |                |                  | Giuseppe Buco                             | ?                | ?                | Democrazia Cristiana        |
| 9  | 1980           | 1981             | Giuseppe Buco                             |                  |                  | Democrazia Cristiana        |
| 9  | 1982           | 1984             | Giuseppe Buco                             |                  |                  | Democrazia Cristiana        |
| 10 |                |                  | Alessandro Troianiello                    | 1984             | 1985             | Democrazia Cristiana        |
| 11 |                |                  | Pasquale D'Albore                         | 1985             | 29 luglio 1988   | Partito Socialista Italiano |
| 11 | 29 luglio 1988 | 10 novembre 1989 | Pasquale D'Albore                         |                  |                  | Partito Socialista Italiano |
| 12 |                |                  | Gianpaolo Iaselli                         | 10 novembre 1989 | 10 agosto 1990   | Democrazia Cristiana        |
| 13 |                |                  | Angelo Antonio Pascariello                | 22 agosto 1990   | 6 novembre 1990  | Democrazia Cristiana        |
| –  |                |                  | Giuseppe Urbano (Commissario prefettizio) | 6 novembre 1990  | 25 giugno 1991   | –                           |
| 14 |                |                  | Angelo Antonio Pascariello                | 25 giugno 1991   | 16 marzo 1993    | Democrazia Cristiana        |
| 15 |                |                  | Raffaele Raucci                           | 15 maggio 1993   | 14 febbraio 1994 | Partito Socialista Italiano |
| 16 |                |                  | Pietro Squeglia                           | 14 febbraio 1994 | 7 luglio 1995    | Democrazia Cristiana        |
| 17 |                |                  | Francesco Domenico Cipolla                | 5 settembre 1995 | 24 giugno 1996   | Partito Popolare Italiano   |

#### Eletti direttamente dai cittadini (1996-2015)
| Nº | Ritratto       | Ritratto      | Nome                                                          | Mandato        | Mandato           | Partito                                  | Coalizione | Coalizione              | Elezione |
| Nº | Ritratto       | Ritratto      | Nome                                                          | Inizio         | Fine              | Partito                                  | Coalizione | Coalizione              | Elezione |
| -- | -------------- | ------------- | ------------------------------------------------------------- | -------------- | ----------------- | ---------------------------------------- | ---------- | ----------------------- | -------- |
| 18 |                |               | Riccardo Ventre                                               | 24 giugno 1996 | 1º maggio 2000    | Cristiani Democratici Uniti Forza Italia |            | AN-FI-CCD-CDU           | 1996     |
| 18 | 1º maggio 2000 | 5 aprile 2005 | Riccardo Ventre                                               |                | FI-AN-CCD-CDU-PDC | Cristiani Democratici Uniti Forza Italia | 2000       |                         |          |
| 19 |                |               | Sandro De Franciscis                                          | 5 aprile 2005  | 4 marzo 2009      | UDEUR Partito Democratico                |            | DS-DL-UDEUR-SDI-PRC-FdV | 2005     |
| –  |                |               | Biagio Giliberti (Commissario prefettizio, poi straordinario) | 25 marzo 2009  | 15 aprile 2009    | —                                        | —          | —                       | —        |
| –  | 15 aprile 2009 | 30 marzo 2010 | Biagio Giliberti (Commissario prefettizio, poi straordinario) |                |                   | —                                        | —          | —                       | —        |
| 20 |                |               | Domenico Zinzi                                                | 30 marzo 2010  | 14 maggio 2015    | Unione di Centro                         |            | PdL-UdC-UDEUR-NPSI      | 2010     |

#### Eletti dai sindaci e consiglieri comunali della provincia (dal 2015)
| Nº | Nº               | Ritratto         | Nome                                                | Mandato           | Mandato           | Partito                       | Elezione                        |
| Nº | Nº               | Ritratto         | Nome                                                | Inizio            | Fine              | Partito                       | Elezione                        |
| -- | ---------------- | ---------------- | --------------------------------------------------- | ----------------- | ----------------- | ----------------------------- | ------------------------------- |
| 21 |                  |                  | Angelo Di Costanzo                                  | 14 maggio 2015    | 13 settembre 2016 | Indipendente di centro-destra | 2015                            |
| –  |                  |                  | Silvio Lavornia (Vicepresidente facente funzioni)   | 13 settembre 2016 | 16 ottobre 2017   | Forza Italia                  | 2015                            |
| 22 |                  |                  | Giorgio Magliocca                                   | 16 ottobre 2017   | 19 dicembre 2021  | Forza Italia                  | 2017                            |
| 22 | 19 dicembre 2021 | 15 novembre 2024 | Giorgio Magliocca                                   | 2021              |                   | Forza Italia                  |                                 |
| –  |                  |                  | Gaetano Di Monaco (Vicepresidente facente funzioni) | 2021              | 14 novembre 2024  | 28 novembre 2024              | Indipendente di centro-destra   |
| –  |                  |                  | Marcello De Rosa (Vicepresidente facente funzioni)  | 2021              | 28 novembre 2024  | 30 giugno 2025                | Indipendente di centro-sinistra |
| 23 |                  |                  | Anacleto Colombiano                                 | 30 giugno 2025    | in carica         | Indipendente di centro        | 2025                            |